# Tiên Nhai Nghĩa Phạm
Tiên Nhai Nghĩa Phạm (zh. 仙崖義梵, ja. sengai gibon), 1751-1837, là một vị Thiền sư Nhật Bản, thuộc tông Lâm Tế (ja. rinzai-shū), hệ phái Diệu Tâm tự (ja. myōshin-ji). Sư nối pháp Thiền sư Nguyệt Thuyền Thiền Huệ (zh. 月船禪慧, ja. gessen zenne, 1702-1781).
Sư xuất gia năm 11 tuổi và Hành cước năm lên 19. Sau khi yết kiến Nguyệt Thuyền, Sư lưu lại tu học nơi đây và được Nguyệt Thuyền ấn khả. Sau đó Sư lại cất bước du phương, nhận lời trụ trì chùa Thánh Phúc (ja. shōfuku-ji), Thiền viện đầu tiên tại Nhật - được Thiền sư Minh Am Vinh Tây khai sáng năm 1195 - và trở thành vị trụ trì thứ 123 của thiền viện này.
Sư nổi danh vì phương pháp giáo hoá nghiêm khắc nhưng vô cùng hiệu nghiệm, những đặc tính được phản ánh lại trong những tác phẩm nghệ thuật thiền như Mặc tích và những bức tranh mực tàu của Sư—hiện rất được ưa chuộng trong giới hâm mộ Thiền trên khắp hoàn cầu.